# Доломіт (станція)
Доломі́т — вантажно-пасажирська залізнична станція Донецької дирекції Донецької залізниці на лінії Микитівка — Попасна між станціями Трудова (11 км) та Світлодарське (7 км). Розташована в селищі Доломітне Бахмутського району Донецької області. 
Через військову агресію Росії на сході України транспортне сполучення припинене з 2014 року. 